# Francisco José Lombardi
Francisco José Lombardi (* 3. srpna 1949 Tacna) je peruánský filmový režisér, scenárista a producent.

## Život
Už na střední škole začal psát filmové recenze, studoval na filmové škole v argentinském Santa Fe a po jejím uzavření vojenským režimem dokončil studia v Limě. Od roku 1974 vytvářel krátké filmy v produkci společnosti Inca Films, kterou založil se svým švagrem, v roce 1977 natočil první celovečerní film Smrt za úsvitu, zabývající se otázkou trestu smrti. Podle předloh Maria Vargase Llosy natočil filmy Město a psi a Pantaleón a jeho ženská rota, je autorem tragikomedie Spadlí z nebe na motivy magickorealistických próz Julia Ramóna Ribeyra, film Bez slitování je adaptací Dostojevského Zločinu a trestu přenesenou do soudobých peruánských reálií. Za Spadlí z nebe získal španělskou cenu Goya pro nejlepší zahraniční film, Diego Bertie získal za hlavní roli ve filmu Bez slitování cenu pro nejlepšího herce na Havanském filmovém festivalu, snímek Pantaleón a jeho ženská rota získal cenu pro nejlepší film na festivalu v brazilském městě Gramado. V roce 2005 byl Lombardi porotcem na festivalu v Mar del Plata.

## Zajímavost
V letech 1993 až 1997 byl předsedou fotbalového klubu Sporting Cristal a v letech 2003 až 2005 místopředsedou Peruánské fotbalové federace.

## Filmografie
- Muerte al amanecer (1977)
- Cuentos inmorales (1978)
- Muerte de un magnate (1980)
- Maruja en el infierno (1983)
- La ciudad y los perros (1985)
- La boca del lobo (1988)
- Caídos del cielo (1990)
- Sin compasión (1994)
- Bajo la piel (1996)
- No se lo digas a nadie (1998)
- Pantaleón y las visitadoras (1999)
- Tinta roja (2000)
- Ojos que no ven (2003)
- Mariposa negra (2006)
- Un cuerpo desnudo (2008)
- Ella (2009)
- Dos besos (2015)